# Itinerarium Antonini
L'Itinerarium Antonini (in latino, Itinerarium provinciarum Antonini Augusti) è un itinerarium, un registro delle stazioni e delle distanze tra le località poste sulle diverse strade dell'Impero romano, con quali direzioni prendere da un insediamento romano all'altro.

## Descrizione
La redazione che ci è stata tramandata risalirebbe al periodo di Diocleziano (fine del III secolo-inizi del IV), ma la sua versione originale viene solitamente datata agli inizi dello stesso III secolo (probabilmente sotto l'imperatore Caracalla, da cui avrebbe ripreso il nome), sebbene data e autore non siano stati definitivamente accertati. Si ritiene che possa trattarsi di un lavoro basato su fonti ufficiali, forse un'indagine organizzata da Cesare e proseguita da Ottaviano.
L'itinerarium si compone di due sezioni indipendenti, che prendono il nome di Itinerarium provinciarum, che descrive un insieme di itinerari terrestri, e di Itinerarium maritimum, che descrive alcune rotte marittime del Mediterraneo.

### Itinerarium provinciarum
La sezione terrestre dell'Itinerario antonino comprende 256 itinerari, ciascuno dei quali sommariamente individuato dai centri abitati terminali, con l'indicazione di alcune località intermedie e delle distanze, complessiva e parziali.

#### Iter Britanniarum
La sezione dedicata alle strade britanniche è conosciuta come Iter Britanniarum, e può essere considerata come una sorta di "mappa stradale" dell'Inghilterra Romana.
L'Itinerario utilizza le unità di misura romane, in particolare le miglia romane, equivalenti a 1 000 passi doppi romani. Un passo doppio romano comprendeva il passo sia con la gamba destra che con la sinistra e l'unità di misura non era precisa, in quanto mutava da luogo a luogo. La conversione a unità moderne risulta quindi imprecisa, ma approssimativamente un miglio romano equivale a 1 480 metri.
Alcune tratte dell'Iter Britanniarum
| Ablativo Latino                     | Possibile traduzione moderna del sito                                | Distanza                        | Distanza     | Distanza         |
| Ablativo Latino                     | Possibile traduzione moderna del sito                                | Unità Romane (1000 passi doppi) | Metrico (km) | Inglese (miglia) |
| Item ab Isca Calleva mpm cviiii sic | Percorso da Isca Silurum a Calleva Atrebatum                         | 109                             | 161          | 100              |
| ----------------------------------- | -------------------------------------------------------------------- | ------------------------------- | ------------ | ---------------- |
| Burrio mpm viii                     | Usk, Monmouthshire                                                   | 8                               | 12           | 7.5              |
| Blestio mpm xi                      | Monmouth, Monmouthshire                                              | 11                              | 16           | 10               |
| Ariconio mpm xi                     | Bury Hill, Weston under Penyard, Herefordshire                       | 11                              | 16           | 10               |
| Clevo mpm xv                        | Gloucester, Gloucestershire                                          | 15                              | 22           | 14               |
| (vuoto - mpm xx)                    | forse Corinium Dobunnorum nella moderna Cirencester, Gloucestershire | (20)                            | (30)         | (18.5)           |
| Durocornovio mpm xiiii              | forse Wanborough, Wiltshire                                          | 14                              | 21           | 13               |
| Spinis mpm xv                       | Speen, Berkshire                                                     | 15                              | 22           | 14               |
| Calleva mpm xv                      | Silchester, Hampshire                                                | 15                              | 22           | 14               |

| Ablativo Latino                                | Possibile traduzione moderna del sito                    | Distance                        | Distance     | Distance         |
| Ablativo Latino                                | Possibile traduzione moderna del sito                    | Unità Romane (1000 passi doppi) | Metrico (km) | Inglese (miglia) |
| Item alio itinere ab Isca Calleva mpm ciii sic | Percorso alternativo da Isca Silurum a Calleva Atrebatum | 103                             | 152          | 95               |
| ---------------------------------------------- | -------------------------------------------------------- | ------------------------------- | ------------ | ---------------- |
| Venta Silurum mpm viiii                        | Caerwent, Monmouthshire                                  | 9                               | 13           | 8                |
| Abone mpm xiiii                                | Sea Mills, Gloucestershire\|                             | 14                              | 21           | 13               |
| Traiectus mpm viiii                            | forse Bitton, vicino Willsbridge, Gloucestershire        | 9                               | 13           | 8                |
| Aquis Solis mpm vi                             | Bath, Somerset                                           | 6                               | 9            | 5.5              |
| Verlucione mpm xv                              | Sandy Lane, Wiltshire                                    | 15                              | 22           | 14               |
| Cunetione mpm xx                               | Mildenhall, Wiltshire                                    | 20                              | 30           | 18.5             |
| Spinis mpm xv                                  | Speen, Berkshire                                         | 15                              | 22           | 14               |
| Calleva mpm xv                                 | Silchester, Hampshire                                    | 15                              | 22           | 14               |

De situ Britanniae
Il De Situ Britanniae ("Descrizione della Britannia") è un falso scritto da Charles Bertram nel 1749 contenente informazioni imprecise sull'Inghilterra Romana, tra le quali "Itinerari" con informazioni contraddittorie riguardo al legittimo Itinerario Antonino. La sua autenticità non fu messa in dubbio fino al 1845 e rimase una fonte attendibile fino al tardo XIX secolo. Nonostante il documento sia stato definitivamente riconosciuto come un falso e quindi non attendibile, le informazioni contenute nel De Situ Britanniae persistono negli scritti passati e presenti.
Alcuni autori, ad esempio Thomas Reynolds, senza mettere in discussione l'autenticità del falso, si occuparono di prendere nota delle discrepanze del testo e mettere in dubbio la qualità e veridicità delle informazioni in esso contenute. Questa analisi non veniva sempre svolta, anche se il falso era già stato screditato.
Gonzalo Arias attribuì le anomalie nelle distanze nella sezione britannica dell'Itinerario Antonino alla perdita di desinenze grammaticali che avrebbero distinto stazioni sul percorso verso un luogo dal luogo stesso. Tuttavia, Arias potrebbe non avere tenuto conto di studi precedenti che indicavano che le distanze erano misurate a partire dai confini delle aree amministrative degli insediamenti, e non da un centro all'altro. Ciò spiegava gli errori nelle distanze e forniva dati addizionali sulle dimensioni approssimative di tali aree.

#### Spagna
La sezione dedicata alla Spagna indica 34 percorsi presenti, elencati di seguito. 
| Strada | Inizio                      | Fine                      | Distanza (Miglia Romane) |
| ------ | --------------------------- | ------------------------- | ------------------------ |
| 1      | Mediolanum (Milano)         | Legio VII Gemina          | 1257                     |
| 2      | Arelate (Arles)             | Castulo                   | 898                      |
| 3      | Cordova                     | Castulo                   | 99                       |
| 4      | Cordova                     | Castulo                   | 78                       |
| 5      | Castulo                     | Malaga                    | 291                      |
| 6      | Malaga                      | Gades (Cádiz)             | 145                      |
| 7      | Gades                       | Córdoba                   | 294                      |
| 8      | Hispalis (Siviglia)         | Córdoba                   | 94                       |
| 9      | Hispalis                    | Italica                   | 6                        |
| 10     | Hispalis                    | Emerita (Mérida)          | 162                      |
| 11     | Córdoba                     | Emerita                   | 144                      |
| 12     | Olisipo (Lisbona)           | Emerita                   | 161                      |
| 13     | Salacia (Alcácer)           | Ossonoba (Faro)           | 16                       |
| 14     | Olisipo                     | Emerita                   | 145                      |
| 15     | Olisipo                     | Emerita                   | 220                      |
| 16     | Olisipo                     | Bracara Augusta (Braga)   | 244                      |
| 17     | Bracara                     | Asturica (Astorga)        | 247                      |
| 18     | Bracara                     | Asturica                  | 215                      |
| 19     | Bracara                     | Asturica                  | 299                      |
| 20     | Bracara                     | Asturica                  | 207                      |
| 21     | Esuris (Castro Marim)       | Pax Julia                 | 267                      |
| 22     | Esuris                      | Pax Julia                 | 76                       |
| 23     | Mouth of the Ana (Guadiana) | Emerita                   | 313                      |
| 24     | Emerita                     | Caesaraugusta (Saragozza) | 632                      |
| 25     | Emerita                     | Caesaraugusta             | 348                      |
| 26     | Asturica                    | Caesaraugusta             | 497                      |
| 27     | Asturica                    | Caesaraugusta             | 301                      |
| 28     | Turiaso (Tarazona)          | Caesaraugusta             | 56                       |
| 29     | Emerita                     | Caesaraugusta             | 458                      |
| 30     | Laminium (Fuenllana)        | Toletum (Toledo)          | 95                       |
| 31     | Laminium                    | Toletum                   | 249                      |
| 32     | Asturica                    | Tarraco (Tarragona)       | 482                      |
| 33     | Caesaraugusta               | Benearnum (Lescar)        | 112                      |
| 34     | Asturica                    | Burdigala (Bordeaux)      | 421                      |

### Itinerarium maritimum
La sezione marittima comprende l'indicazione di alcune rotte marittime. La diversità di alcuni aspetti formali, le distanze espresse in stadi o miglia, la predominanza delle rotte occidentali, l'assenza di rotte che conducano a Costantinopoli, lasciano pensare che si tratti di una raccolta di itinerari di diversa provenienza, più che di un'opera progettata su base omogenea.
Gli itinerari marittimi hanno l'obiettivo di fornire indicazioni pratiche per aiutare i comandanti nella loro navigazione; vi si trovano indicazioni di porti, ancoraggi e altri elementi utili alla navigazione.
Tra le rotte descritte:
1. da Roma (Portus Augusti) ad Arles
2. da Roma a Cartagine
3. dalla Grecia a Cartagine (passando per la Sicilia)
4. da Cagliari a Cartagine
5. da Ancona a Zara
6. da Aternum (Pescara) a Salona (Dalmazia),
7. da Otranto ad Aulona (Albania)
8. da Gessoriacum nella Gallia Belgica (vicino a Calais) a Ritupium (Dover)